# 목계대교
목계대교는 충청북도 충주시 중앙탑면 장천리과 엄정면 목계리를 연결하는 국도 제38호선의 교량이다.

## 개요
연장 1,300m, 폭 19.4m, 유효폭 18.5m, 교고 13m의 장대교량이다. 경간 수는 26개이고, 최대경간장은 50m이다. 설계하중은 DB-24로 1등교로 설계되었으며, 상행(장호원 방면)과 하행(제천 방면) 각각 편도 2차로로 왕복 4차로의 교량이다. 난간은 알루미늄 특수재질의 강재를 사용하였으며, 가장자리 양측에는 인도가 확보되어 있다.

## 역사
국도 제38호선 제천 이서 구간은 목계대교 건설 계획이 수립되기 십수 년 전부터 제천과 단양 지역에서 생산되는 시멘트 운송 차량을 비롯한 화물 차량의 통행량이 많았고 자연히 과적 차량의 통행 역시 빈번했다. 특히 산척면 영덕리에서 구 목계교를 거처 앙성면 면소재지 입구까지의 구간은 급곡선을 비롯한 여러 악조건이 산재되어 있어 대형 차량 통행에 위험성이 많았고, 특히 구 목계교 구간은 상판 슬래브가 파손되어 통행이 제한되는 사고가 발생하기도 하였다. 이에 대전지방국토관리청은 1990년대 초 국도 제38호선 구간의 왕복 4차로 확장 및 산업화도로화를 계획 및 발주하였고, 목계대교 역시 해당 구간에 포함되어 (주)도화종합건설기술공사에서 설계를 담당하였다. 이후 국도 제38호선 앙성면 ~ 산척면 구간 착공과 동시에 목계대교 또한 1996년 12월 31일에 착공, 경남기업주식회사에서 시공을 담당하여 6년 간의 공사 끝에 2002년 12월 31일 완공되어 12월 24일 개통하였다. 이후 구 목계교는 국도에서 지정 해제되어 지방도 제599호선으로 편입된다.
2007년 12월 20일 평택제천고속도로 대소 ~ 동충주 구간이 착공, 2014년 10월 31일 충주 ~ 동충주 구간이 개통되면서 목계대교 남쪽 약 50m 지점에 남한강대교가 건설, 서로 병주하게 되었다.

## 사진

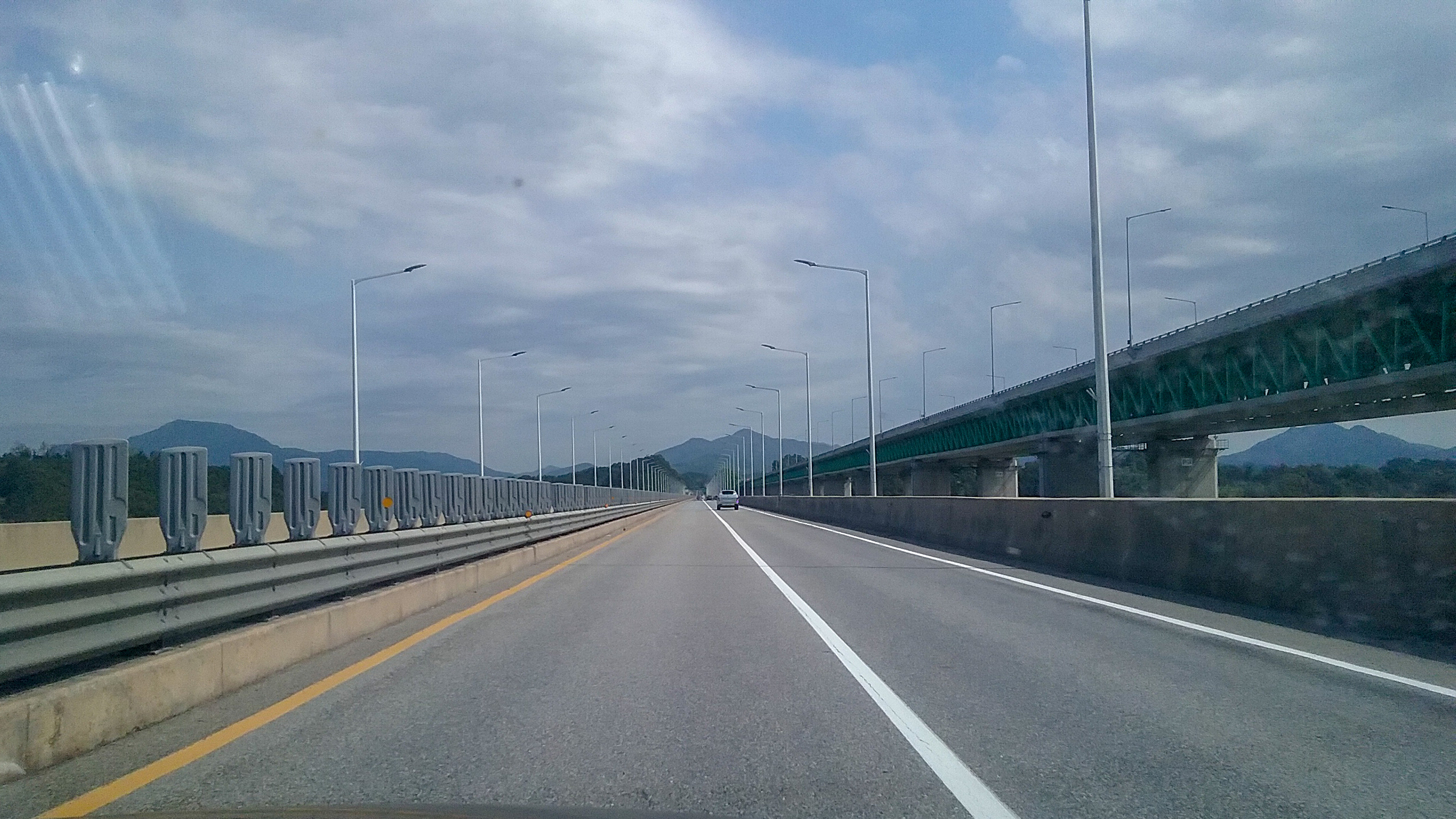
교량 상부

## 같이 보기
- 남한강대교 (평택제천고속도로)
- 다릿재터널
- 박달재터널